# Joseph Waltl
Joseph Waltl est un médecin et un entomologiste bavarois, né le 28 juillet 1805 à Wasserburg et mort le 4 mars 1888 à Passau.
Il étudie à Landshut et à Munich où il est diplômé de médecine en 1819. Il voyage alors en Autriche, en France et en Espagne. En 1833, il devient professeur à Passau, puis en 1835, professeur d’histoire naturelle à l’université de la ville. Il fait paraître de nombreuses publications sur les coléoptères et d’autres insectes.

## Sources
- Traduction de l'article de langue anglaise de Wikipédia (version du 10 août 2006).

- Ressource relative à la recherche :   - ZooBank
- Notice dans un dictionnaire ou une encyclopédie généraliste :   - Deutsche Biographie
- Notices d'autorité :   - VIAF
  - ISNI
  - GND
  - Pays-Bas
  - NUKAT
  - Vatican
  - Grèce